# Neuroleon (Neuroleon) confusus
Neuroleon (Neuroleon) confusus is een insect uit de familie van de mierenleeuwen (Myrmeleontidae), die tot de orde netvleugeligen (Neuroptera) behoort. 
Neuroleon (Neuroleon) confusus is voor het eerst wetenschappelijk beschreven door Rambur in 1842.